# Seznam rimskokatoliških nadškofov Gorice
Seznam rimskokatoliških nadškofov Nadškofije Gorica.

## Seznam
| # | Slika                     | Ime                          | Rojen, umrl                                                       | Nadškof                           | Druge službe |
| --- | ------------------------- | ---------------------------- | ----------------------------------------------------------------- | --------------------------------- | --- |
| 1. | Klikni za spremembo slike | Karel Mihael Attems          | 1. julij 1711, Gorica 18. februar 1774, Gorica                    | 18. april 1752 18. februar 1774   | Nadškofija Gorica ustanovljena 6. julija 1751                                                                                                |
| 2. | Klikni za spremembo slike | Rudolf Jožef Edling          | 1. avgust 1723, Gorica 8. december 1803, Lodi                     | 27. februar 1774 13. avgust 1784  | |
| Nadškofija je bila 8. marca 1788 ukinjena in 12. septembra 1791 ponovno ustanovljena kot Škofija Gorica in Gradišče. V tem obdobju je bila Škofija Ljubljana povišana v nadškofijo. |                           |                              |                                                                   |                                   | |
| 3. | Klikni za spremembo slike | Franc Filip Inzaghi          | 25. maj 1731, Gradec 3. december 1816, Gorica                     | 12. februar 1792 3. december 1816 | prej škof Škofije Trst ter škof Škofije Gradišče                                                                                             |
| 4. | Klikni za spremembo slike | Jožef Balant                 | 28. januar 1763, Nova vas pri Lescah 11. maj 1834, Gorica         | 22. november 1818 11. maj 1834    | škofija 27. julija 1830 preimenovana v Nadškofijo Gorica in Gradišče                                                                         |
| 5. | Klikni za spremembo slike | Franc Ksaver Lušin           | 3. december 1781, Hum pri Tinjah 2. maj 1854, Gorica              | 22. avgust 1835 2.naj 1854        | prej škof Škofije Trento ter nadškof Nadškofije Lvov                                                                                         |
| 6. | Klikni za spremembo slike | Andrej Gollmayer             | 28. november 1797, Radovljica 17. marec 1883, Gorica              | 3. junij 1855 17. marec 1883      | koncilski oče Prvega vatikanskega koncila |
| 7. | Klikni za spremembo slike | Alojzij Matija Zorn          | 13. januar 1837, Prvačina 8. julij 1897, Dunaj                    | 19. avgust 1883 9. julij 1897     | prej škof Škofije Poreč in Pulj |
| 8. | Klikni za spremembo slike | Jakob Missia                 | 30. junij 1838, Hrastje - Mota 24. marec 1902, Gorica             | 24. marec 1898 23. marec 1902     | prej škof Škofije Ljubljana kardinal |
| 9. | Klikni za spremembo slike | Andrej Jordan                | 29. november 1845, Gorica 4. oktober 1905                         | 20. julij 1902 4. oktober 1905    | |
| 10. | Klikni za spremembo slike | Frančišek Borgia Sedej       | 10. oktober 1854, Cerkno 29. november 1931, Gorica                | 25. marec 1906 23. oktober 1931   | Novembra 1918 Gorico zasede Kraljevina Italija. Odtlej se nadškofija smatra za italijansko.                                                  |
| 11. | Klikni za spremembo slike | Carlo Margotti               | 22. april 1891, Alfonsine 31. julij 1951, Gorica                  | 25. julij 1934 31. julij 1951     | |
| 12. | Klikni za spremembo slike | Giacinto Giovanni Ambrosi    | 29. januar 1887, Trst 26. september 1965, Thiene                  | 28. november 1951 19. marec 1962  | prej škof Škofije Chioggia koncilski oče Drugega vatikanskega koncila                                                                        |
| 13. | Klikni za spremembo slike | Andrea Pangrazio             | 1. september 1909, Budimpešta 2. junij 2005, Rim                  | 4. april 1962 2. februar 1967     | prej škof koadjutor Škofije Verona ter škof Škofije Livorno potem škof Škofije Porto-Santa Rufina koncilski oče Drugega vatikanskega koncila |
| 14. | Klikni za spremembo slike | Pietro Cocolin               | 2. avgust 1920, Saciletto 11. januar 1982, Gorica                 | 3. september 1967 11. januar 1982 | |
| 15. | Klikni za spremembo slike | Antonio Vitale Bommarco      | 21. september 1923, Cherso 16. julij 2004, San Pietro di Barbozza | 6. januar 1983 2. junij 1999      | nadškofija 30. septembra 1986 preimenovana v Nadškofijo Gorica                                                                               |
| 16. | Klikni za spremembo slike | Dino De Antoni               | 12. julij 1936, Chioggia, 22. marec 2019, Gorica                  | 15. september 1999 28. junij 2012 | |
| 17. | Klikni za spremembo slike | Carlo Roberto Maria Redaelli | 23. junij 1956, Milano                                            | 28. junij 2012 danes              | prej pomožni škof Nadškofije Milano |